# مارکو لئوناردی
مارکو لئوناردی (به ایتالیایی: Marco Leonardi) (زاده ۱۴ نوامبر ۱۹۷۱) بازیگرایتالیایی است.
از فیلم‌های معروف او می‌توان سینما پارادیزو، شوالیه‌های سفر تجسسی، حواس پنج‌گانه، رنجرهای تگزاس و روزی روزگاری در مکزیک اشاره کرد.